# Млађа Веселиновић
Младен Млађа Веселиновић (Крагујевац, 21. април 1915 — Београд, 27. децембар 2012) био је српски глумац и преводилац.

## Биографија
Млађа је рођен у Крагујевцу 21. априла 1915. године. Дипломирао је на Филозофском и Филолошком факултету у Београду, а студирао је и на Кембриџу.
Веселиновић је био члан Југословенског драмског позоришта од оснивања 1947. године дебитовао је у првој представи театра „Краљ Бетајнове“. Сарађивао је са највећим редитељским именима и остварио око сто улога на сцени Југословенског драмског позоришта.
Био је ожењен глумицом Бранком Веселиновић. Захваљујући њима постоји Награда „Бранка и Млађа Веселиновић“.
Преминуо је 27. децембра 2012. у Београду у 98. години. Комеморација је одржана у Југословенском драмском позоришту у суботу 29. децембра 2012.

## Филмографија
| Год.   | Назив                              | Улога                            |
| ------ | ---------------------------------- | -------------------------------- |
| 1940-е |                                    |                                  |
| 1949.  | Мајка Катина                       |                                  |
| 1950-е |                                    |                                  |
| 1950.  | Чудотворни мач                     |                                  |
| 1950.  | Црвени цвет                        | војник                           |
| 1953.  | Била сам јача                      |                                  |
| 1953.  | Општинско дете                     |                                  |
| 1956.  | Последњи колосек                   | начелник милиције                |
| 1958.  |                                    |                                  |
| 1959.  | Дундо Мароје                       |                                  |
| 1960-е |                                    |                                  |
| 1960.  | Сервисна станица                   |                                  |
| 1961.  | Мица и Микица                      |                                  |
| 1962.  | Прозван је и V-3                   |                                  |
| 1963.  | Ромео и Ђулијета (ТВ филм)         |                                  |
| 1964.  | Народни посланик                   |                                  |
| 1966.  | Време љубави                       |                                  |
| 1967.  | Дежурна улица                      |                                  |
| 1968.  | На рубу памети                     |                                  |
| 1970-е |                                    |                                  |
| 1970.  | Србија на Истоку                   |                                  |
| 1970.  | The Twelve Chairs                  |                                  |
| 1971.  | Шешир професора Косте Вујића       | судија                           |
| 1971.  | Сладак живот на српски начин       |                                  |
| 1971.  | Сократова одбрана и смрт           | судија                           |
| 1971.  | Чедомир Илић                       | руски гинеколог                  |
| 1971.  | Дипломци                           | поштар                           |
| 1972.  | Грађани села Луга                  | Маринко                          |
| 1973.  | Филип на коњу                      | Бора                             |
| 1974.  | Мистер Долар                       | Господин који очекује наследство |
| 1974.  | Зашто је пуцао Алија Алијагић      | Владимир Видман, адвокат         |
| 1974.  | Легенда о Карасу (ТВ)              |                                  |
| 1976.  | Невидљиви човек                    | Психијатар                       |
| 1976.  | Вуци и овце                        |                                  |
| 1977.  | Црни дани                          |                                  |
| 1978.  | Повратак отписаних (ТВ серија)     | Никола Тршић                     |
| 1979.  | Ланци                              | Стеванов пријатељ                |
| 1980-е |                                    |                                  |
| 1980.  | Слом                               | доктор                           |
| 1981.  | Светозар Марковић (ТВ серија)      |                                  |
| 1984.  | Бањица (ТВ серија)                 |                                  |
| 1990-е |                                    |                                  |
| 1990.  | Баал                               |                                  |
| 1993.  | Театар у Срба                      |                                  |
| 1997.  | Гардеробер                         | Кент                             |
| 1997.  | Горе доле                          | доктор                           |
| 1997.  | Танго је тужна мисао која се плеше | председник општине               |
| 1998.  | Кнез Михаило                       |                                  |

## Награде и признања
Добитник је следећих награда и признања:
- Орден града за хуманитарни рад у међународним организацијама.
- Повеља Југословенске комисије УНЕСКО-а за изузетан допринос раду комисије и унапређење сарадње са УНИЦЕФ-ом.
- Плакета поводом 25 и 30 година ослобођења Београда.
- Орден заслуга за народ са Сребрним венцем.